# Johann Christoph Reinmann
Johann Christoph Reinmann (* 10. Februar 1723 in Saalfeld; † 1761) war ein deutscher Arzt, Physikus zu Rudolstadt sowie Mitglied der Gelehrtenakademie „Leopoldina“.
Reinmann wurde in Saalfeld an der Saale geboren. Er studierte Medizin in Halle und promovierte im Jahr 1746 an der Universität Jena. Er wurde Physikus zu Rudolstadt und der ganzen fürstlichen Provinz. Im Jahr 1754 wurde er in die Gelehrtenakademie „Leopoldina“ aufgenommen. Er erhielt den Beinamen RUFUS III.(Matrikel-Nr. 590)

## Werke
- Johann Christoph Reinmann (Resp.) und Johann Adolph Wedel (Präses): Dissertatio Inauguralis Medica de Hepate Obstructo Multorum Morborum Causa, Ritter Ienae 1746.
- Johann Christoph Reinmann: Daß die Betrachtung des menschlichen Cörpers eine derer edelsten und nützlichsten Beschäftigungen sey ..., Löwe 1751.